# Valenovac
Valenovac je naselje u Hrvatskoj, regiji Slavonija u Osječko-baranjskoj županiji i pripada općini Feričanci.

## Zemljopisni položaj
Valenovac se nalazi na 189 metara nadmorske visine i na sjevernim obroncima Krndije. Susjedna naselja: sjeverno Feričanci, južno Gazije, istočno Donja Motičina, jugoistočno Gornja Motičina a zapadno se nalaze Šumeđe, Crkvari i  Stara Jošava naselja koja pripadaju gradu Orahovici u susjednoj Virovitičko-podravskoj županiji. Pripadajući poštanski broj je 31512 Feričanci, telefonski pozivni 031 i registarska pločica vozila NA (Našice). Površina katastarske jedinice naselja Valenovac je 2,63 km·102 i pripada katastarskoj općini Feričanci. 

## Stanovništvo
| broj stanovnika |       |       |       |       |       |       | 312   | 302   | 361   | 366   | 281   | 243   | 190   | 211   | 201   | 185   | 138   |
|                 | 1857. | 1869. | 1880. | 1890. | 1900. | 1910. | 1921. | 1931. | 1948. | 1953. | 1961. | 1971. | 1981. | 1991. | 2001. | 2011. | 2021. |

Iskazuje se kao naselje od 1921. U 1921. iskazano pod imenom Našički Vladimirovac. Prema prvim rezultatima Popisa stanovništva 2011. u Valenovcu je živjelo 190 stanovnika u 72 kućanstva.

## Povijest
Završetkom Prvog svjetskog rata selo osnivaju novo pridošli stanovnici iz Like koji su uz Valenovac došli još u Ličko Novo Selo i Bokšić Lug naselja u općini Đurđenovac. Novi stanovnici pronalaze posao u okolnim šumama na sječi trupaca za drvnu industriju u Đurđenovcu. Zanimljivo da je prvi naziv sela bio Našički Vladimirovac, a od 1924. je sadašnji naziv Valenovac. Uz ratarstvo stanovništvo se najviše bavi vinogradarstvom, a najviše se uzgajaju nadaleko poznata feričanačka frankovka i graševina.

## Crkva
U selu se nalazi kapela Imena Marijina koja pripada rimokatoličkoj župi Duha Svetog sa sjedištem u Feričancima, te našičkom dekanatu Požeške biskupije. Crkveni god ili kirvaj slavi se 12. rujna. 

## Ostalo
U selu djeluje i Dobrovoljno vatrogasno društvo Valenovac.

## Vanjske poveznice
- http://www.opcina-fericanci.hr/  Arhivirana inačica izvorne stranice od 8. prosinca 2012. (Wayback Machine)